# المرأة في توفالو

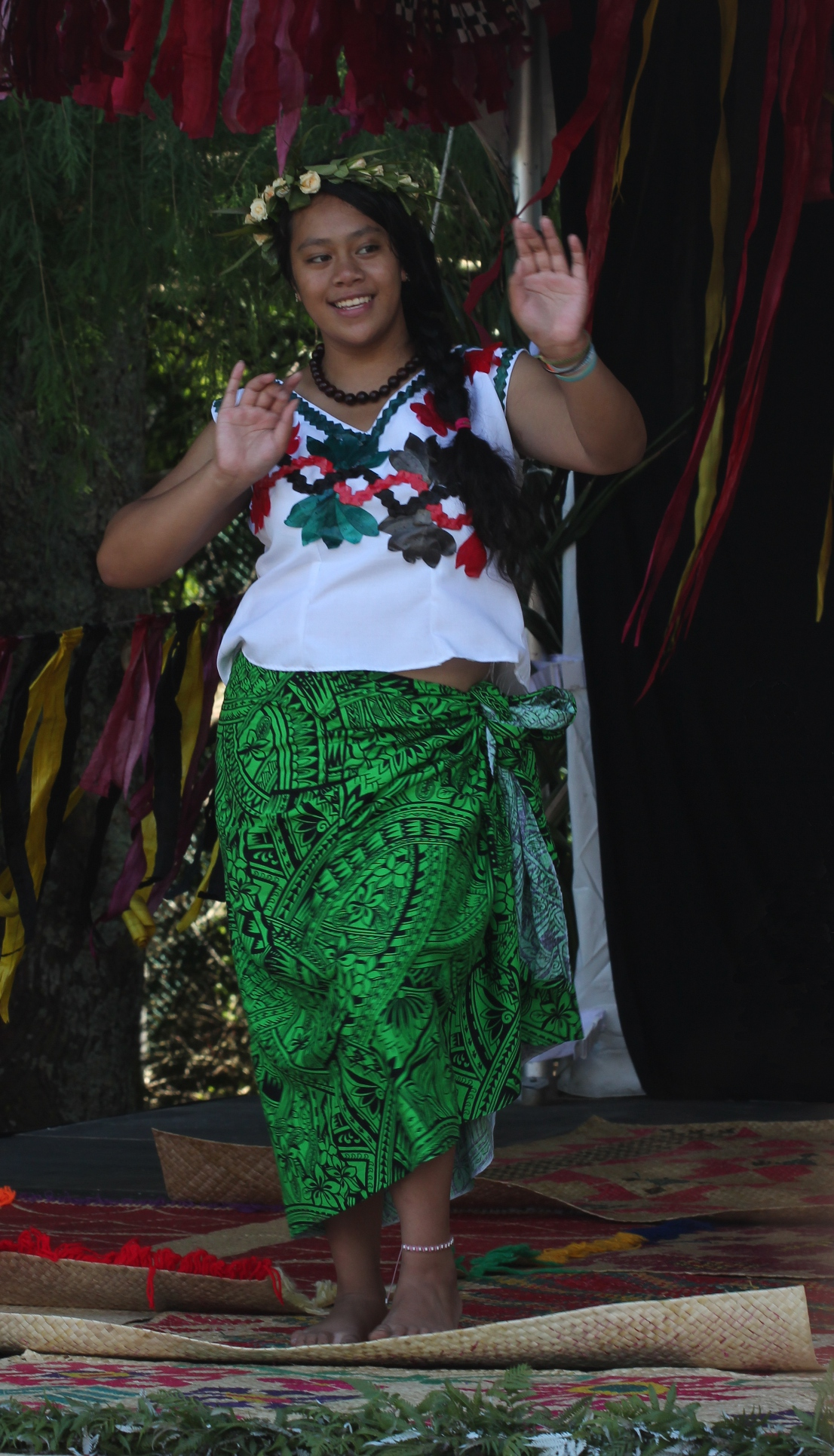
إمرأة معاصرة التوفالية يؤدون رقصة تقليدية في أوكلاند مهرجان باسيفيكا في عام 2011.

النساء في توفالو هن من نساء أوقيانوسيا التي يعشنَّ في أو من توفالو.
بشكل عام، لا تزال المرأة في توفالو تحافظ على الثقافة البولينيزية التقليدية في مجتمع يغلب عليه الطابع المسيحي.
في نظام المجتمع التقليدي في توفالو لكل عائلة مهمة خاصة تسمى salanga يتوجب عليها أداءها لصالح المجتمع. ويتم تمرير مهارات الأسرة من الآباء إلى الأبناء.
وتشارك النساء في توفالو في الموسيقى التقليدية لتوفالو وفي إنتاج الفن التوفالي بما في ذلك استخدام الودع والأصداف الأخرى في مجال الحرف اليدوية التقليدية.
هناك فرص لمزيد من التعليم والعمل المدفوع الأجر مع المنظمات غير الحكومية والمؤسسات الحكومية والتعليم وكالات الصحة كونها فرصا أولية للنساء التوفاليات.

## الموسيقى
وتشارك النساء التوفاليات في الموسيقى التقليدية والتي تضم عدداً من الرقصات بما في ذلك الفاتيلي fatele والفاكاسيسي fakaseasea والفاكانو fakanau.
ويتم أداء رقصة الفاتيلي في شكلها الحديث في حفلات الزفاف والفعاليات المجتمعية واحتفالات القادة وغيرهم من كبار الأفراد.

## التعليم
يمكن للنساء التوفاليات تلقي التعليم الثانوي في مدرسة موتوفوا الثانوية في فايتوبو
ومدرسة فيتوفالو الثانوية هي مدرسة نهارية تديرها الكنيسة التوفالية في فونافوتي.
وهناك فرص لمزيد من التعليم والعمل بأجر مع المنظمات غير الحكومية والمؤسسات الحكومية والتعليم والوكالات الصحية كونها فرصاً أولية للنساء التوفاليات.